# KNDS Deutschland

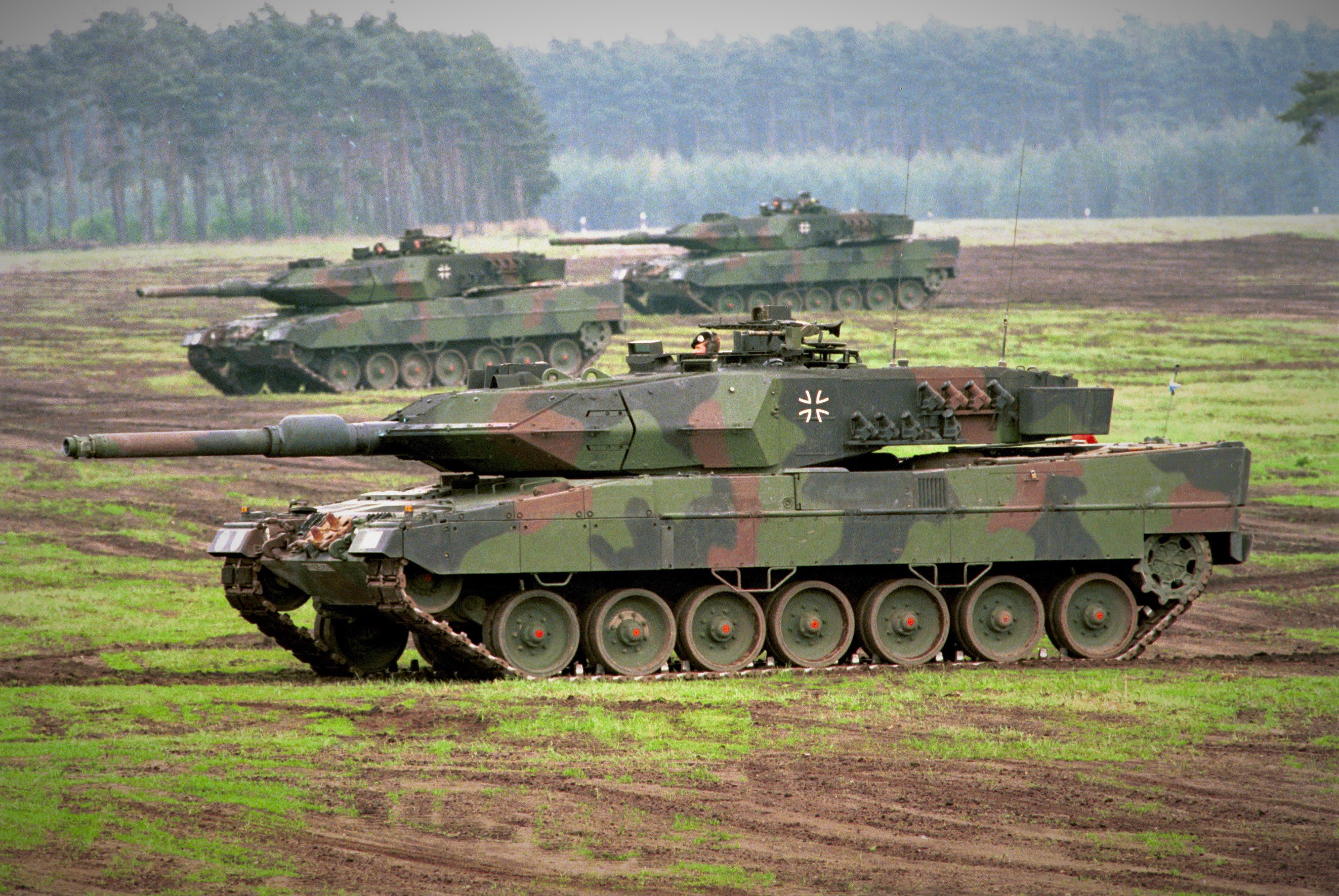
Leopard 2A5 von Krauss-Maffei Wegmann

Die KNDS Deutschland GmbH & Co. KG (bis März 2024 Krauss-Maffei Wegmann GmbH & Co. KG) ist ein deutsches Rüstungsunternehmen mit Sitz in München-Allach, das zur KNDS-Gruppe gehört. KNDS Deutschland produziert Radpanzer, wie beispielsweise den ATF Dingo, Fennek, Mungo, GTK Boxer (mit Rheinmetall) und Kettenfahrzeuge wie den Leopard 1, Leopard 2, die Panzerhaubitze 2000, MLRS (Bundeswehrbezeichnung „Mittleres Artillerieraketensystem – MARS“), den Puma (mit Rheinmetall) und die Radhaubitze RCH 155. Ferner betreut das Unternehmen als Wartungspartner und Ersatzteilproduzent andere gepanzerte Waffensysteme des deutschen Heeres.

## Geschichte

### Wegmann & Co. & Krauss-Maffei
Das Unternehmen Wegmann & Co. wurde 1882 in Kassel als Casseler Waggonfabriken von Wegmann, Harkort & Co. durch Peter Wegmann und Richard Harkort gegründet. 1912 erfolgte die Übernahme durch August Bode und Conrad Köhler. In den 1930er Jahren spezialisierte sich das Unternehmen auf Reisezugwagen und militärische Fahrzeuge. Im NS-Staat beschäftigte Wegmann Zwangsarbeiter, politische und Kriegsgefangene. In den 1960er Jahren übernahm das Unternehmen die Entwicklung und den Bau von Turmsystemen für Waffensysteme der Bundeswehr, darunter auch der Kampfpanzer Leopard 1 und 2.
1838 gründete Joseph Anton von Maffei die erste Münchner Lokomotivfabrik, die Lokomotiven- und Maschinenfabrik J.A. Maffei. Diese wurde 1931 mit der Lokomotivfabrik Krauss & Comp. zusammengeführt und firmierte zunächst als Lokomotivfabrik Krauß & Comp. – J.A. Maffei A.-G., ab 1940 unter dem Namen Krauss-Maffei. Ähnlich wie Wegmann begann auch Krauss-Maffei in den 1930er Jahren mit der Entwicklung militärischer Produkte. Die Serienfertigung des Leopard 1 begann 1963, mit Krauss-Maffei als Generalunternehmer.

### KMW

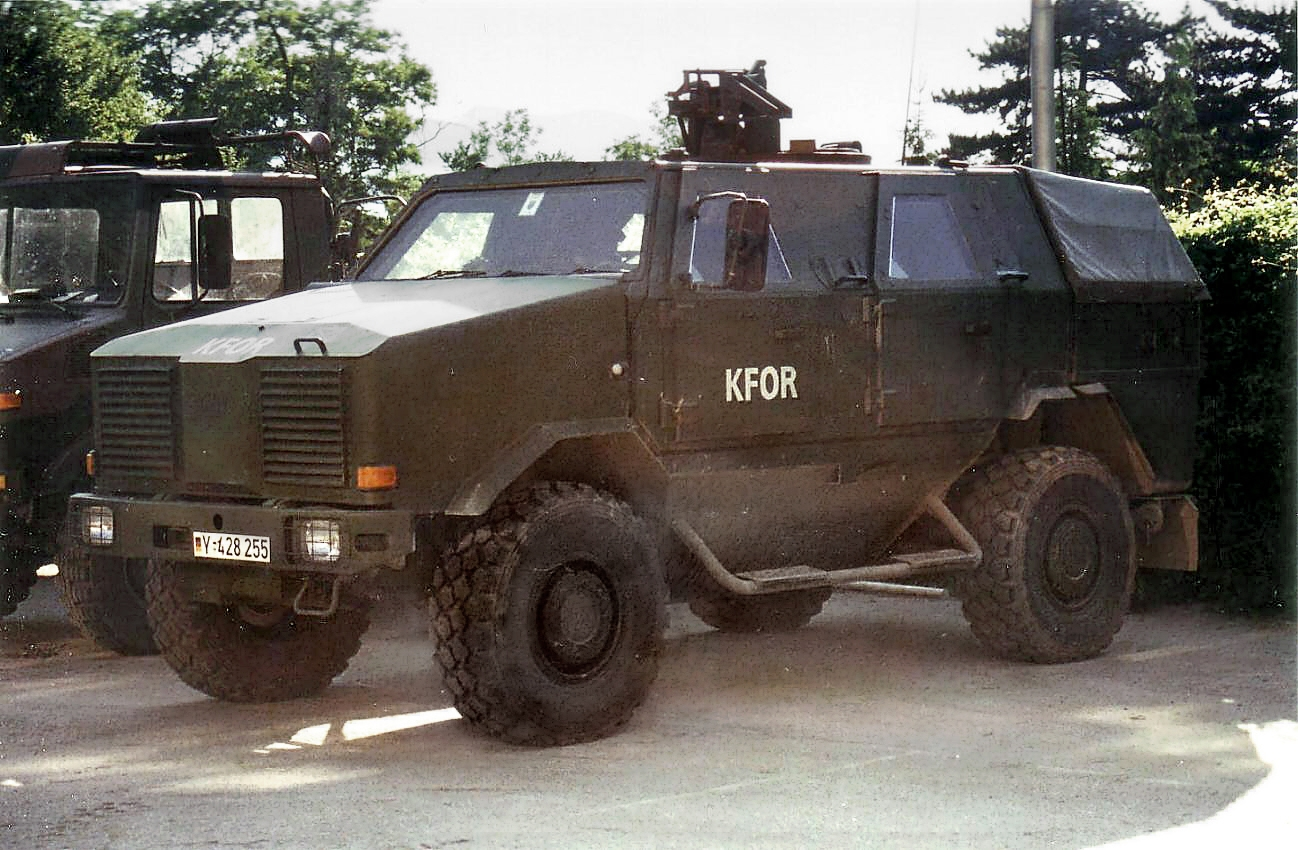
Dingo 1 (Version ATF2)

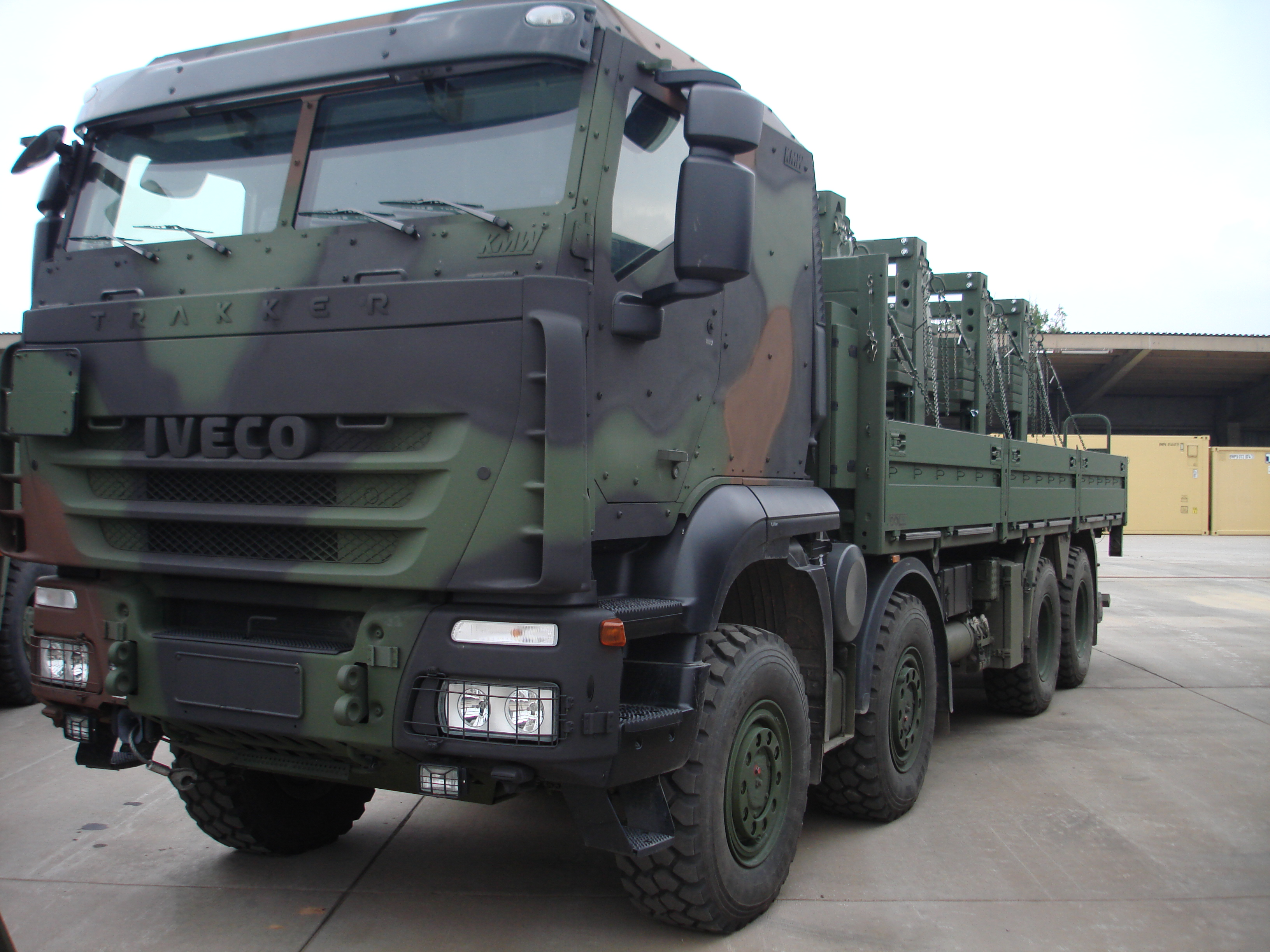
KMW-Panzerung an einem Iveco Trakker

Krauss-Maffei Wegmann (KMW) entstand 1999 als Zusammenschluss der Rüstungsaktivitäten von Krauss-Maffei, einer damaligen Tochtergesellschaft der damaligen Mannesmann, und Wegmann & Co., welche sich mehrheitlich in Besitz der Familie Bode befand.
Seitdem ist die KMW auf dem Gebiet der Kampfpanzer bis hin zu Artillerie oder Flugabwehr einer der führenden Hersteller in Europa, Tochterunternehmen sind unter anderem auf dem Gebiet der elektronischen Wehrtechnik tätig.
Nach der Mannesmann-Übernahme durch Vodafone wurde der Industriebereich von Mannesmann (zusammengefasst unter dem Namen Atecs) an Siemens und Bosch verkauft. Siemens hielt dadurch seit dem Jahr 2000 einen 49-%-Anteil an KMW, die restlichen 51 % der Unternehmensanteile waren im Besitz der Wegmann & Co. GmbH der Familie Bode. Manfred Bode hatte lange das Geschäft geleitet, nach 2000 wurde Frank Haun erster familienfremder Manager an der Firmenspitze.
Ende 2006 übernahm KMW die Wehrtechnik-Sparte von Blohm + Voss Industries (BVI), die fortan unter dem Namen KMW Schweißtechnik firmierte.
Im Dezember 2010 verkaufte Siemens seinen 49-%-Anteil an die Wegmann und Co. Unternehmens-Holding KG.
2012 übernahm KMW die Schutzsparte für Zivilfahrzeuge von Edag sowie das britische Unternehmen WFEL, einen Hersteller von mobilen taktischen Brücken.
Im Dezember 2014 unterzeichnete KMW mit Diehl Defence einen Vertrag über den Erwerb des operativen Geschäfts der Diehl Defence Land Systems GmbH, eines weltweit führenden Herstellers von Gleisketten und Laufwerkskomponenten.
Im Februar 2016 übernahm der Konzern die Firma Battle Tank Dismantling GmbH in Rockensußra. Ebenfalls zum deutschen Teil der KNDS Group gehört die Defence Service Logistics (DSL).

### KNDS
Im Juli 2014 wurde zwischen KMW und dem staatlichen französischen Rüstungskonzern Nexter beschlossen, bis Frühjahr 2015 unter einer gemeinsamen und stimmengleichen 50:50-Holding namens KANT (Akronym für KMW And Nexter Together) zusammenzugehen. Die Unterzeichnung erfolgte am 29. Juli 2015. Im Dezember 2015 hieß es dann, KMW habe zusammen mit Nexter die Honosthor NV gegründet, die ihren Sitz in Amsterdam hat. Am 6. Juli 2016 wurde der Name Honosthor geändert in KMW + Nexter Defense Systems NV (KNDS). Die Rüstungsprodukte werden künftig unter der Marke KNDS vertrieben. Die beiden Rüstungskonzerne schaffen jeweils ihre nationalen Marken ab.
Seit dem 8. April 2024 firmiert die Gruppe als KNDS, Krauss-Maffei Wegmann als KNDS Deutschland und Nexter Systems als KNDS France. Damit soll ein einheitlicher Markenauftritt gewährleistet werden. KNDS Deutschland ist eine 100 % Tochtergesellschaft der niederländischen KNDS, eines deutsch-französischen Gemeinschaftsunternehmens mit Sitz in Amsterdam.

## Produkte
- Leopard 2 (Kampfpanzer)
- Flugabwehrkanonenpanzer Gepard (Flugabwehrpanzer)
- Fennek (Spähwagen)
- Boxer (gepanzertes Transportfahrzeug)
- Dingo (Allschutz-Transport-Fahrzeug)
- Mungo (leichtes Luftlandefahrzeug)
- Panzerhaubitze 2000 (Artilleriegeschütz)
- MARS (Mehrfachraketenwerfer-Artilleriesystem)
- Puma (Schützenpanzer)
- RCH 155 (selbstfahrendes Artilleriegeschütz oder kurz Radhaubitze, Weiterentwicklung des Donar (Artillerie))

## Kritik

### Verdacht von Korruption
Ab Sommer 2011 geriet das Unternehmen infolge eines möglichen Verkaufs von Leopard-2-Panzern nach Saudi-Arabien verstärkt in den Fokus der Öffentlichkeit. Das Königreich wollte 270 Panzer erwerben, was aufgrund der angespannten Sicherheitslage in der Region infolge des arabischen Frühlings nicht nur von der Opposition, sondern auch von einigen Eignern, insbesondere dem Aufsichtsratsmitglied Burkhart Braunbehrens, als kritisch angesehen wurde.
Nachdem es aufgrund der Kritik zu keiner schnellen Entscheidung in Deutschland gekommen war, gab Saudi-Arabien diesen Plan 2013 auf und orderte stattdessen den amerikanischen M1 Abrams.
2013 erhielt das Unternehmen von Katar einen Auftrag über 62 Leopard-2-Panzer, 24 Panzerhaubitzen, Zubehör, Transportfahrzeuge und Ausbildungseinrichtungen, zu einem Gesamtpreis von 1,9 Milliarden Euro, ein entsprechender Antrag war bereits vorher vom Bundessicherheitsrat genehmigt worden.
Ebenfalls 2013 wurde über den Verdacht berichtet, ein hoher Beamter des griechischen Verteidigungsministeriums habe von einem griechischen Firmen-Vertreter Schmiergeld in Höhe von 1,7 Millionen Euro im Zuge eines Verkaufs von 170 Leopard-2-Panzern erhalten. Ein ehemaliger griechischer Vertreter des Konzerns wurde daraufhin verhaftet.
Der Konzern leugnete jegliche Bestechungshandlungen und beauftragte die Wirtschaftsprüfgesellschaft PricewaterhouseCoopers mit einer Untersuchung. Nach einem Bericht von Klaus Ott in der Süddeutschen Zeitung ergab sich daraus, dass das Unternehmen knapp fünf Millionen Euro an ein „Büro für Südosteuropaberatung“ der beiden ehemaligen SPD-Bundestagsabgeordneten Dagmar Luuk und Heinz-Alfred Steiner bezahlt habe. In diesem Zusammenhang kam es im November 2014 zu Durchsuchungen der Büros des Konzerns.
Im Jahr 2015 veröffentlichte Transparency International UK einen Bericht, in dem von Schmiergeldzahlungen beim Verkauf der Panzerhaubitze 2000 nach Griechenland die Rede ist.

### Panzerteststrecke
Das Unternehmen betreibt seit 1964 in Allach eine Panzerteststrecke; als der Konzern im Frühjahr 2018 eine Erweiterung der Betriebszeiten beantragte, stieß dies in Teilen der Anwohnerschaft und des Bezirksausschusses auf Widerstand. Ende 2020 reichte die Bürgerinitiative „Schule statt Panzer“ eine Petition beim Bayerischen Landtag mit einer Beschwerde gegen den Betrieb der Teststrecke ein. Im noch laufenden Petitionsverfahren gab das Umweltministerium die Stellungnahme ab, dass für den Rundkurs an der Ludwigsfelder Straße kein Bestandsschutz bestehe und die Anlage baurechtlich nicht genehmigt sei. Zudem wurde im Oktober 2021 im Namen eines Musterklägers beim Verwaltungsgericht München eine Klage eingereicht, den Betrieb der Anlage sofort einzustellen. Mitte Januar 2022 setzte sich die IG Metall für den Erhalt der Strecke ein, da ohne sie 1650 Arbeitsplätze in Gefahr seien. Die Genehmigung zur weiteren Nutzung unter bestimmten behördlichen Bedingungen erfolgte durch die Stadt München im Februar 2024.

### Probleme beim Schützenpanzer Puma
Zusammen mit Rheinmetall entwickelte und produziert KNDS den Schützenpanzer Puma für die Bundeswehr. Das vom BMVg als „der modernste Schützenpanzer der westlichen Welt“ gepriesene System bereitet den Anwendern bei der Panzergrenadierbrigade 37 seit der Auslieferung der ersten Fahrzeuge 2011 erhebliche Probleme. Die mittlerweile 350 Panzer verdoppelten sich im Anschaffungspreis auf über 6 Milliarden Euro, die Hersteller mussten im Verlauf der Auslieferung diverse Mängel beseitigen und 2021 eine Modernisierung für über 700 Millionen Euro der Panzer vornehmen.